# John Condé
Pour les articles homonymes, voir Condé.
John Condé ou Jean Condé, né en 1767 en France et mort en juillet 1794 à Londres, est un graveur et dessinateur français actif en Angleterre.

## Biographie
Jean Condé naît en 1767 en France.
Il entre à l'Académie royale de Londres en tant que peintre en 1787 et commence à graver de petits portraits au pointillé, comme le Baron de Wenzel. En 1789, il grave le premier d'une vingtaine de dessins et de miniatures de Richard Cosway. Il est parfois qualifié d'anglais, mais sur une gravure publiée en 1791, représentant le chevalier d'Eon de Beaumont en Minerve, il se qualifie lui-même d'artiste français, « qui l'a conçu pour un monument de la générosité anglaise et de la gratitude française ». John Condé est bien connu pour le nombre de gravures qu'il exécute à partir des élégants portraits dessinés par Richard Cosway. Il les grave dans des teintes pâles et délicates, au pointillé ou à l'aquatinte, et rehausse parfois leur élégance en les entourant de bordures en forme de cadre, appelées « glomisages » du nom du graveur français Glomy, qui les a conçues.
Parmi les portraits ainsi gravés figurent Maria Fitzherbert, Mrs. Tickel, Mme. Bouverie, Madame du Barry, Horace Beckford, et d'autres. Il grave des portraits de célébrités pour European et d'autres magazines, ainsi que des portraits d'acteurs d'après De Wilde, ou d'après la vie, pour Thespian Magazine. Parmi ses autres œuvres, on peut noter un portrait du Lord Chancellor Thurlow, d'après S. Collings, et une estampe intitulée The Hobby Horse, de son propre dessin. Il est sans doute le père de Peter Condé, qui grave les portraits de Jan Ladislav Dussek et de Caleb Whitefoord, d'après Cosway, et peint aussi des portraits, exposant à la Royal Academy de 1806 à 1824.
Jean Condé meurt en juillet 1794 à Londres.

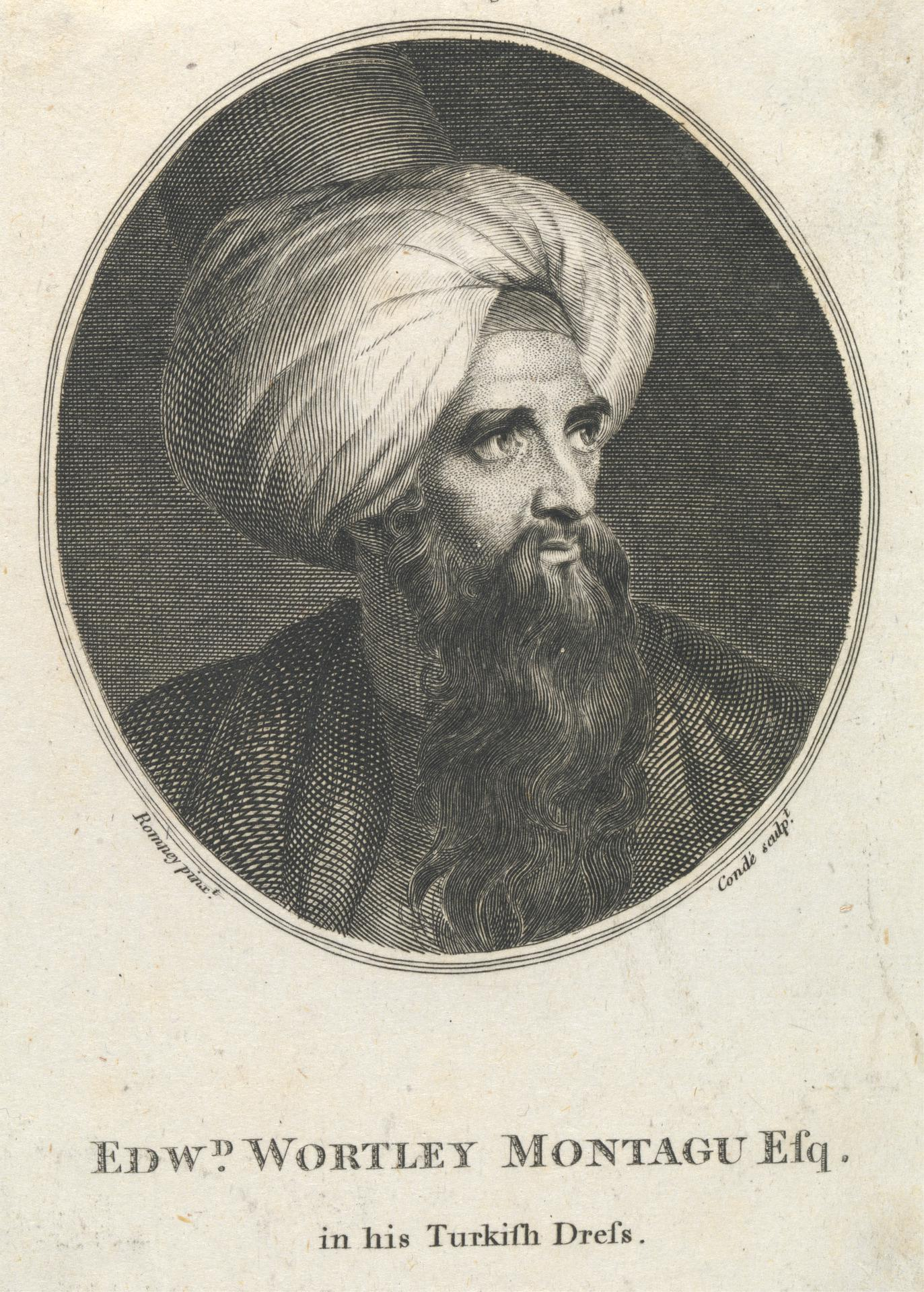
Edward Wortley Montague (1793, centre d'art britannique de Yale).
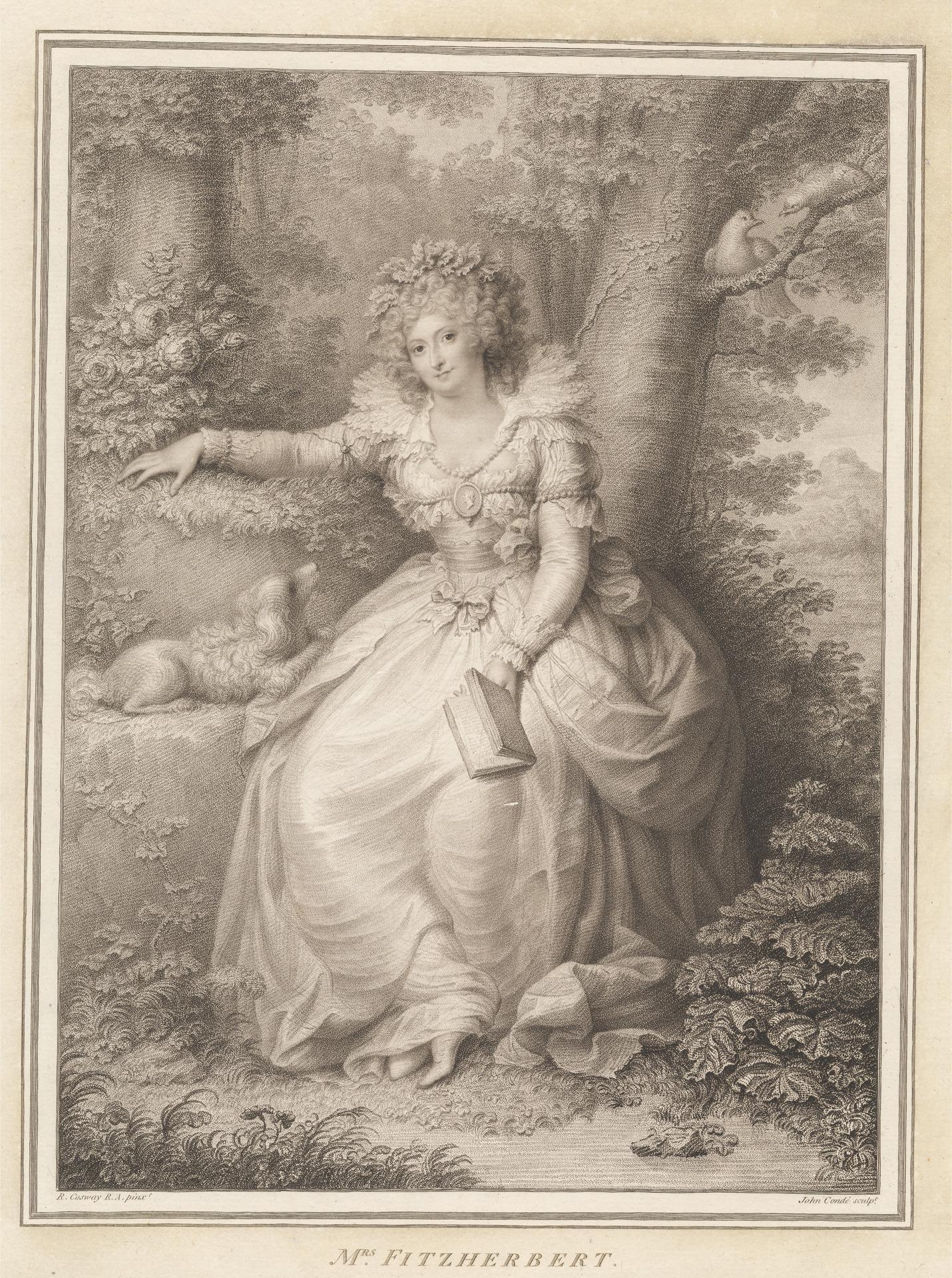
Mrs Fitzherbert (1792, centre d'art britannique de Yale).
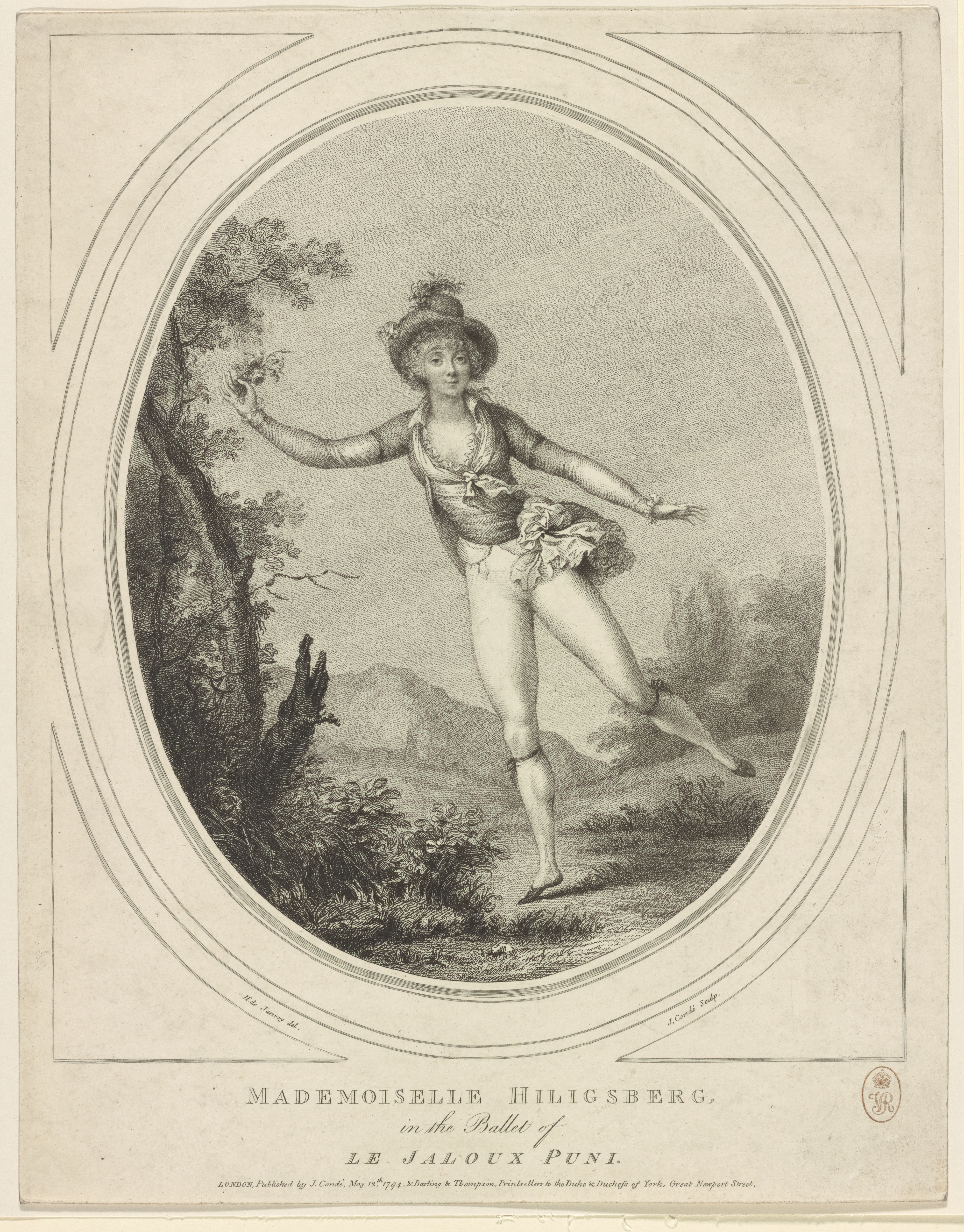
Mademoiselle Hiligsberg in the ballet of Le jaloux puni (1794, New York Public Library).
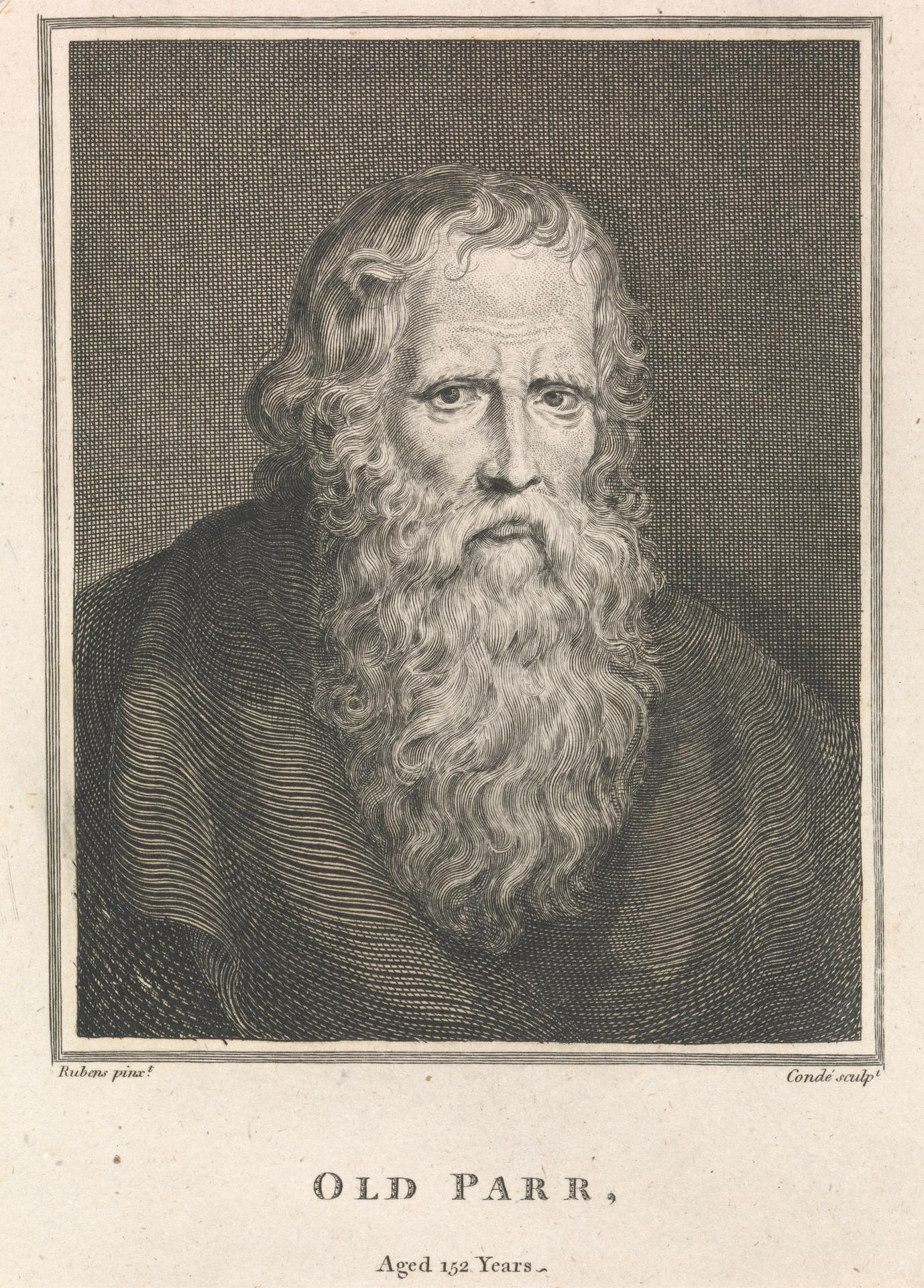
Old Parr (vers 1780, centre d'art britannique de Yale).